# Kanton L’Isle-Jourdain (Vienne)
Der Kanton L’Isle-Jourdain war bis 2015 ein französischer Kanton im Arrondissement Montmorillon, im Département Vienne und in der Region Poitou-Charentes; sein Hauptort war L’Isle-Jourdain. Sein Vertreter im Generalrat war zuletzt von 1994 bis 2015, zuletzt wiedergewählt 2008, Jean-Claude Cubaux (PS). 

## Geografie
Der Kanton lag im Süden des Départements Vienne. Im Westen grenzte er an die Kantone Availles-Limouzine und Gençay, im Norden an die Kantone Lussac-les-Châteaux und Montmorillon, im Osten an das Département Haute-Vienne und im Süden an das Département Charente. Er lag im Mittel 169 Meter über dem Meeresspiegel, zwischen 72 m in Queaux und 232 m in Adriers. 

## Gemeinden
Der Kanton bestand aus zehn Gemeinden:
| Gemeinde             | Einwohner Jahr | Fläche km² | Bevölkerungsdichte | Code INSEE | Postleitzahl |
| -------------------- | -------------- | ---------- | ------------------ | ---------- | ------------ |
| Adriers              | 726 (2013)     | –          | – Einw./km²        | 86001      | 86430        |
| Asnières-sur-Blour   | 175 (2013)     | –          | – Einw./km²        | 86011      | 86430        |
| L’Isle-Jourdain      | 1.161 (2013)   | –          | – Einw./km²        | 86112      | 86150        |
| Luchapt              | 275 (2013)     | –          | – Einw./km²        | 86138      | 86430        |
| Millac               | 489 (2013)     | –          | – Einw./km²        | 86159      | 86150        |
| Moussac              | 456 (2013)     | –          | – Einw./km²        | 86171      | 86150        |
| Mouterre-sur-Blourde | 172 (2013)     | –          | – Einw./km²        | 86172      | 86430        |
| Nérignac             | 126 (2013)     | –          | – Einw./km²        | 86176      | 86150        |
| Queaux               | 504 (2013)     | –          | – Einw./km²        | 86203      | 86150        |
| Le Vigeant           | 698 (2013)     | –          | – Einw./km²        | 86289      | 86150        |

## Bevölkerungsentwicklung
| 1962 | 1968 | 1975 | 1982 | 1990 | 1999 | 2006 |
| ---- | ---- | ---- | ---- | ---- | ---- | ---- |
| 8097 | 7573 | 6786 | 6214 | 5490 | 5328 | 5179 |